# Юсефабад (Ранкух)
Юсефабад (перс. يوسف آباد) — село в Ірані, у дегестані Шабхус-Лат, у бахші Ранкух, шагрестані Амлаш остану Ґілян. За даними перепису 2006 року, його населення становило 195 осіб, що проживали у складі 55 сімей.

## Клімат
Середня річна температура становить 7,51°C, середня максимальна – 24,23°C, а середня мінімальна – -10,78°C. Середня річна кількість опадів – 291 мм.
| Клімат поселення                              | Клімат поселення | Клімат поселення | Клімат поселення | Клімат поселення | Клімат поселення | Клімат поселення | Клімат поселення | Клімат поселення | Клімат поселення | Клімат поселення | Клімат поселення | Клімат поселення | Клімат поселення |
| Показник                                      | Січ.             | Лют.             | Бер.             | Квіт.            | Трав.            | Черв.            | Лип.             | Серп.            | Вер.             | Жовт.            | Лист.            | Груд.            |                  |
| Середній максимум, °C                         | 1,99             | 2,74             | 5,94             | 12,72            | 17,58            | 22,44            | 23,41            | 24,23            | 20,02            | 14,72            | 8,80             | 3,09             |                  |
| Середня температура, °C                       | −4,39            | −3,65            | −0,46            | 6,32             | 11,20            | 16,03            | 18,55            | 19,35            | 15,14            | 9,85             | 3,93             | −1,79            |                  |
| Середній мінімум, °C                          | −10,78           | −10,04           | −6,86            | −0,08            | 4,80             | 9,65             | 13,70            | 14,50            | 10,29            | 5,00             | −0,93            | −6,64            |                  |
| Норма опадів, мм                              | 21               | 21               | 36               | 51               | 51               | 20               | 6                | 5                | 7                | 25               | 27               | 21               |                  |
| Середньомісячна швидкість вітру, м/с          | 1.97             | 2.37             | 2.51             | 2.71             | 2.28             | 2.40             | 2.82             | 2.76             | 2.19             | 1.91             | 1.96             | 1.83             |                  |
| Середньомісячна сонячна радіація, кДж/м²·день | 7606             | 10654            | 13011            | 16865            | 20751            | 25028            | 26527            | 22896            | 19769            | 13430            | 9188             | 7144             |                  |
| --------------------------------------------- | ---------------- | ---------------- | ---------------- | ---------------- | ---------------- | ---------------- | ---------------- | ---------------- | ---------------- | ---------------- | ---------------- | ---------------- | ---------------- |
| Джерело:                                      |                  |                  |                  |                  |                  |                  |                  |                  |                  |                  |                  |                  |                  |